# 19 augustus
19 augustus is de 231ste dag van het jaar (232ste dag in een schrikkeljaar) in de gregoriaanse kalender. Hierna volgen nog 134 dagen tot het einde van het jaar.

## Gebeurtenissen
- Algemeen
  - 1692 - Executie door ophanging van vijf vrouwen en een geestelijke als gevolg van de heksenprocessen van Salem.
  - 1987 - Bloedbad in Hungerford.
  - 1990 - In het zwarte stadsdeel Soweto in Johannesburg (Zuid-Afrika) vallen 222 doden tijdens bloedig geweld tussen de aanhangers van het ANC en Inkatha.
  - 2012 - Een krachtmeting tussen rivaliserende bendes in een gevangenis in Venezuela kost aan meer dan twintig mensen het leven.

- Media
  - 2008 - Het eerste nummer van Donald Duck Junior verschijnt.
  - 2014 - Alle zenders die eigendom zijn van de Nederlandse Publieke Omroep krijgen "NPO" voor hun naam.

- Oorlog
  - 1666 - Schout-Bij-Nacht Robert Holmes vaart het Vlie op en verbrandt 150-170 schepen. Holmes verwoest de volgende dag door brand 240-250 van de bijna 300 huizen van West-Terschelling. Op deze dagen vallen minimaal 2.000 doden. De Amsterdamse beurs sluit een paar dagen.
  - 2014 - Door de islamistische terreurbeweging IS wordt een video naar buiten gebracht waarop de onthoofding is te zien van de Amerikaanse persfotograaf James Foley als vergelding voor de bombardementen door het Amerikaanse leger op stellingen van IS in Noord-Irak. Op de video wordt ook Steven Sotloff getoond als mogelijk het nieuwe slachtoffer.

- Politiek
  - 1493 - Maximiliaan I van Oostenrijk wordt keizer van het Heilige Roomse Rijk.
  - 1919 - Afghanistan wordt onafhankelijk van het Verenigd Koninkrijk.
  - 1953 - De Iraanse regering onder leiding van premier Mohammed Mossadeq wordt in een door de CIA georganiseerde coup afgezet.
  - 1960 - Koude Oorlog - in Moskou wordt Gary Powers, de piloot van het neergehaalde Amerikaanse U-2 vliegtuig, door de Sovjet-Unie veroordeeld tot 3 jaar gevangenisstraf + 7 jaar werkkamp voor spionage.
  - 1969 - De Surinaamse militaire grenspost te Tigri aan de Corantijnrivier wordt middels een truck met geweld overgenomen door Guyanese militairen. Sindsdien is het "betwist gebied" gelegen tussen de Boven Corantijn- en de Coeroenirivier in handen van de Guyanezen.
  - 1989 - Pan-Europese picknick, vredesdemonstratie die wordt gezien als het begin van de opheffing van het IJzeren Gordijn.
  - 1991 - Michail Gorbatsjov wordt in Moskou door een Comité voor de Noodtoestand aan de kant gezet. Belangrijkste spelers in dit comité: Gennadi Janajev (vicepresident), Dimitri Jazov (minister van Defensie), Vladimir Krjoetsjkov (hoofd van de KGB), Valentin Pavlov (premier) en Boris Pugo (minister van Binnenlandse Zaken).
  - 2005 - Pierre Nkurunziza wordt aangewezen als de nieuwe president van Burundi.
  - 2012 - De Zuid-Afrikaanse president Jacob Zuma kondigt een week van nationale rouw af in zijn land na de dood van 44 mijnwerkers en politiemensen bij zware botsingen aan een platinamijn.
  - 2023 - De partij Nieuw Sociaal Contract wordt opgericht door Pieter Omtzigt.[1]

- Religie
  - 1458 - Pius II wordt paus.
  - 1848 - Verheffing van het rooms-katholieke bisdom Bagdad in het Ottomaanse Rijk tot aartsbisdom.

- Sport
  - 1970 - De eerste officiële competitiewedstrijd van de fusieclub FC Utrecht in de eredivisie eindigt in een 4-1 nederlaag in De Kuip tegen Feyenoord.
  - 2008 - Amazone Anky van Grunsven wint voor de derde keer op rij de gouden medaille op de Olympische Spelen.
  - 2016 - Jelle van Gorkom wint de zilveren medaille op het onderdeel BMX op de Olympische Spelen van Rio de Janeiro.
  - 2016 - Duitsland wint het zesde olympische voetbaltoernooi voor vrouwen door Zweden in de finale met 2-1 te verslaan.
  - 2016 - Kogelslingeraar Dilsjod Nazarov wint de eerste Olympische gouden medaille uit de geschiedenis voor Tadzjikistan.
  - 2023 - De Nederlandse windfoiler Luuc van Opzeeland pakt de wereldtitel in de klasse iQFOiL, de vervanger van de RS:X-klasse, bij het WK Zeilen in Scheveningen.[2]

- Wetenschap en technologie
  - 1960 - Lancering van Spoetnik 5 met als opvarenden de honden Belka en Strelka.[3]
  - 1964 - Syncom 3, de eerste geostationaire satelliet, wordt gelanceerd.[4]
  - 1997 - Lancering van een Lange Mars 3B raket vanaf lanceerbasis Xichang in China met de Agila 2 communicatiesatelliet van het Filipijnse bedrijf Mabuhay Communications Corporation. Agila 2 is de eerste eigen satelliet van de Filipijnen.[5][6]

## Geboren

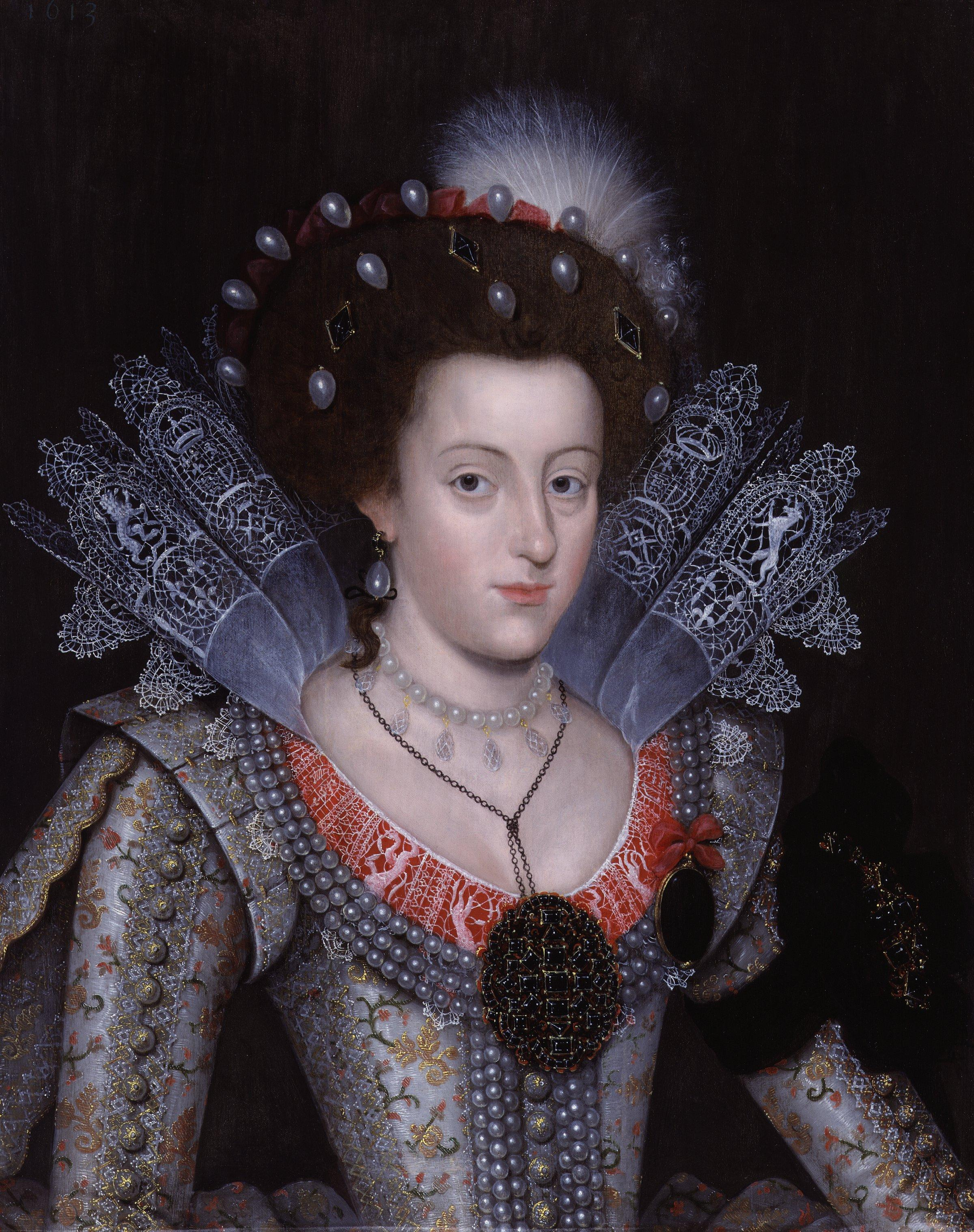
Elizabeth Stuart,
geboren in 1596

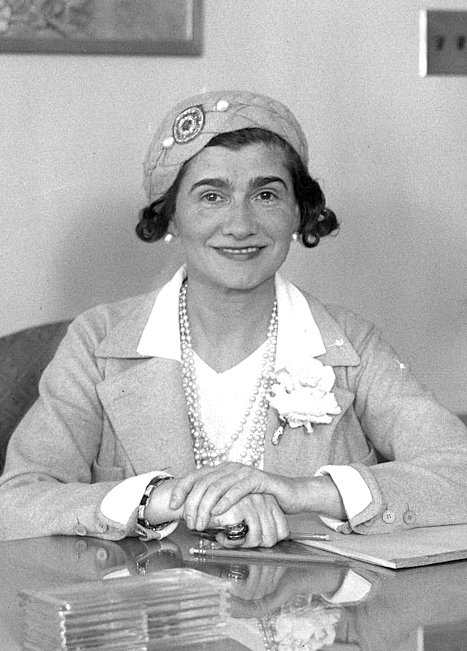
Coco Chanel,
geboren in 1883

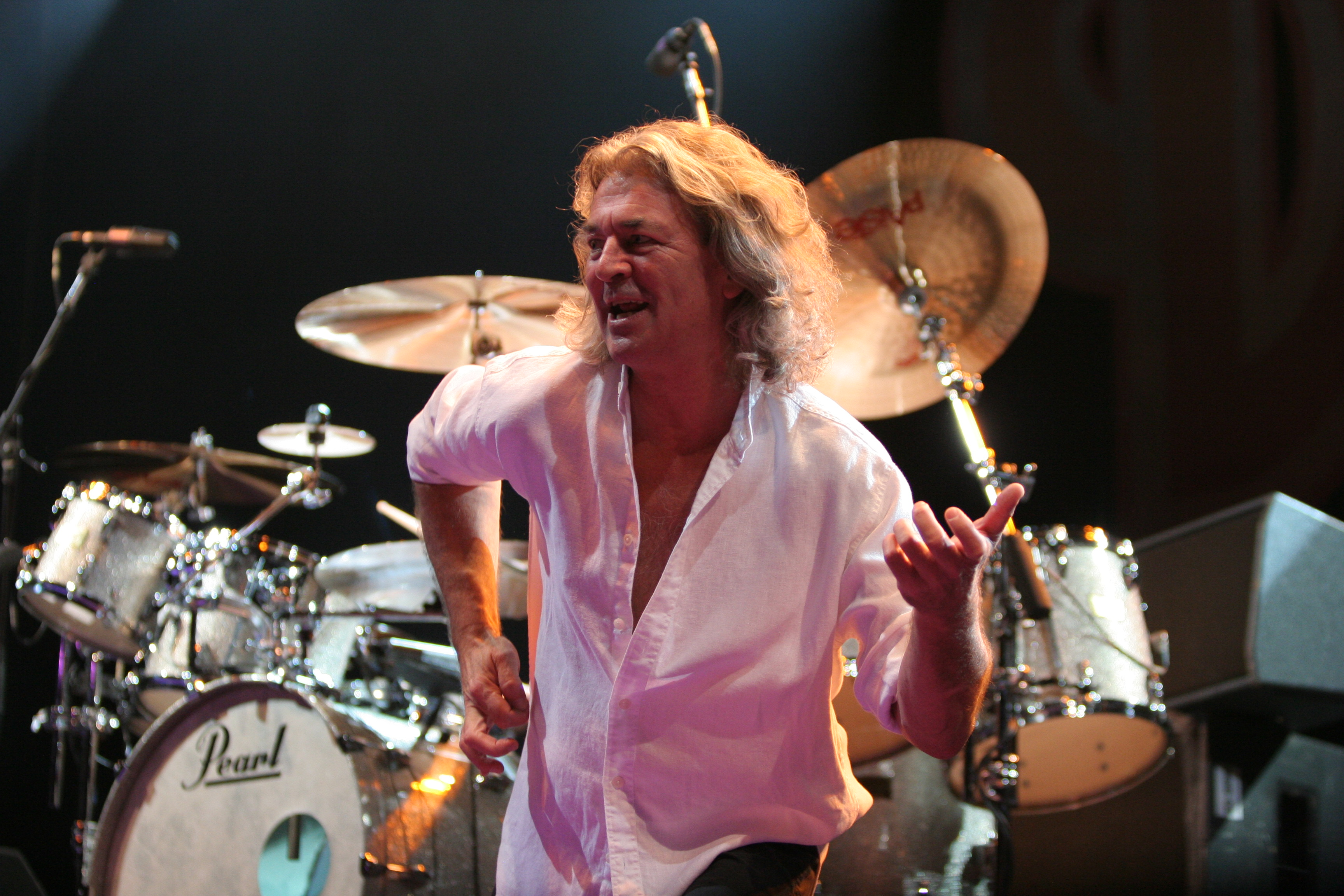
Ian Gillan,
geboren in 1945

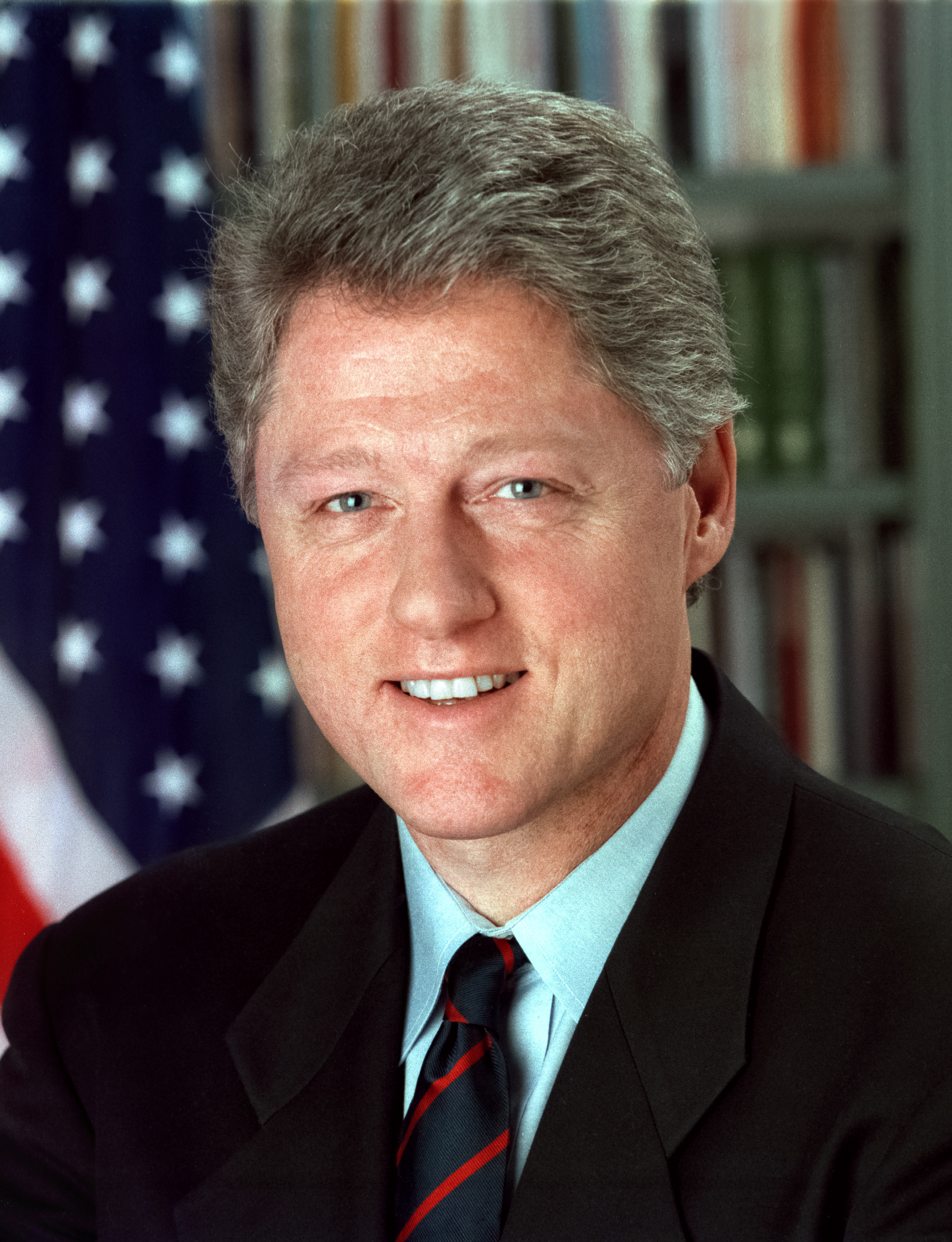
Bill Clinton
geboren in 1946

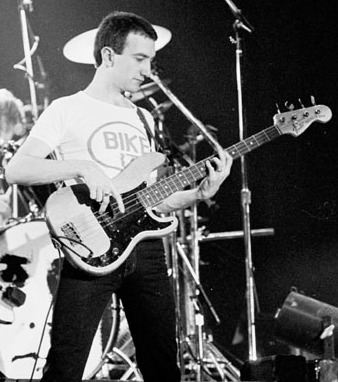
John Deacon,
geboren in 1951

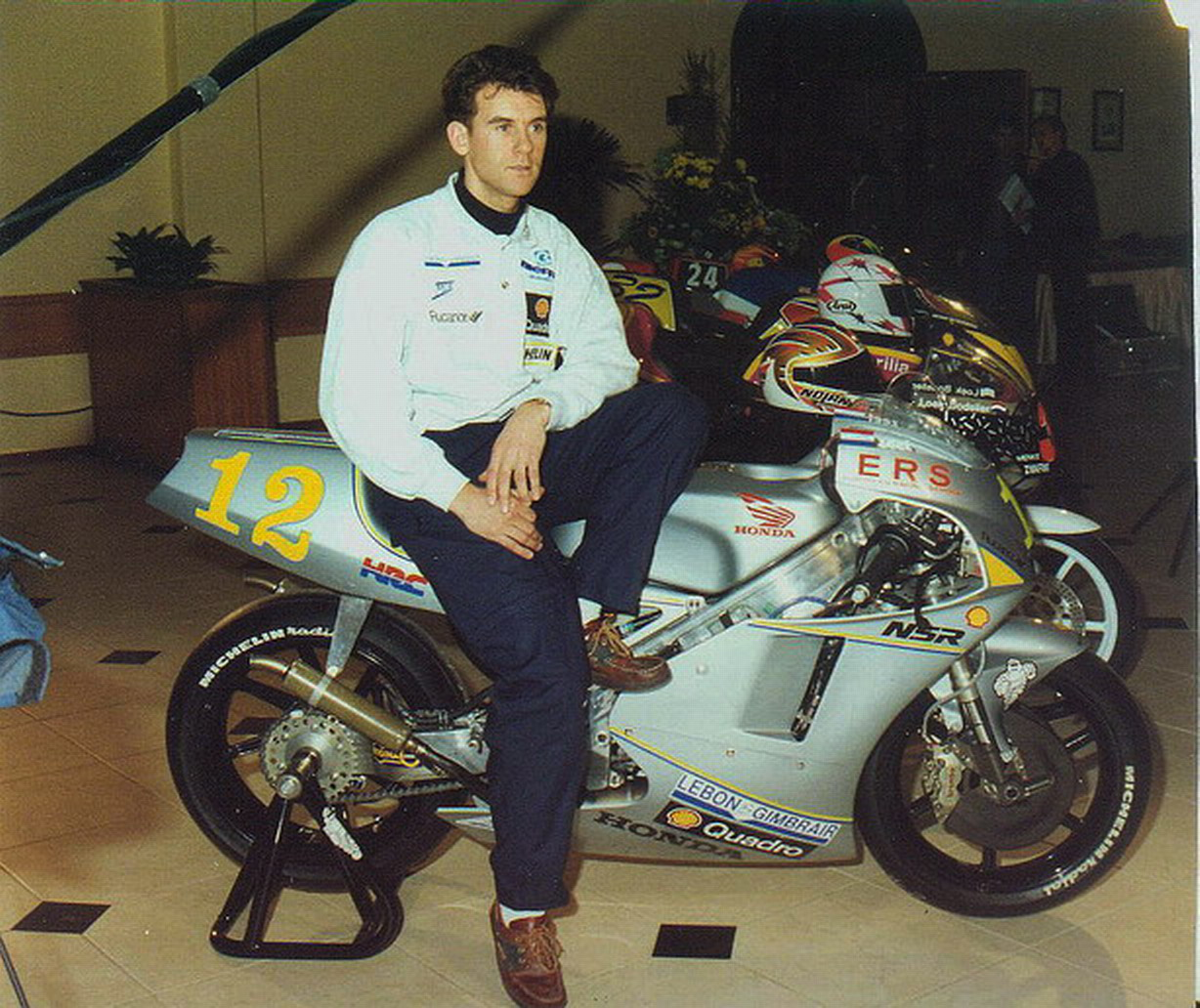
Wilco Zeelenberg
geboren in 1966

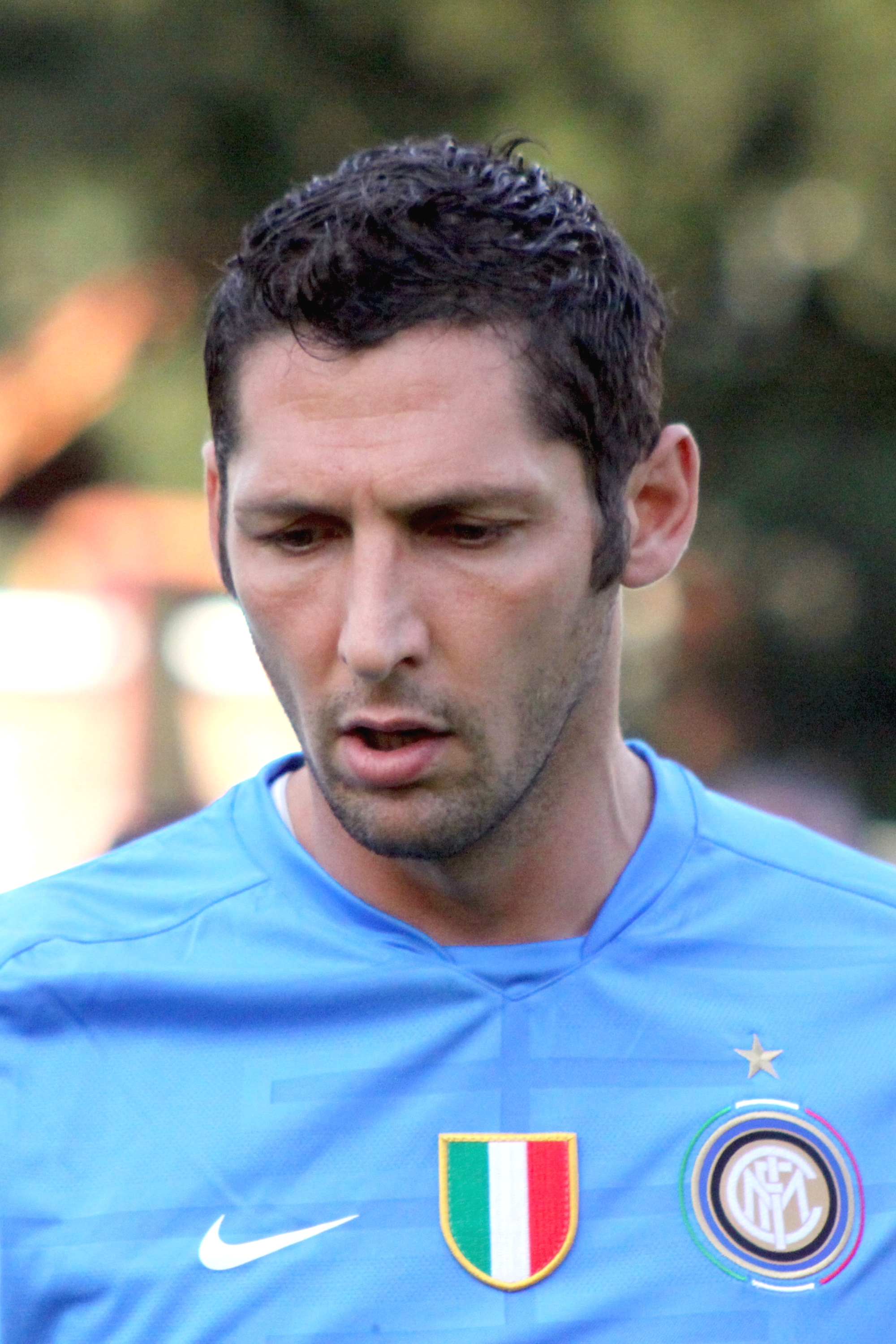
Marco Materazzi
geboren in 1973

- 1521 - Lodovico Guicciardini, Italiaans geschiedschrijver (overleden 1589)
- 1596 - Elizabeth Stuart, koningin van Bohemen (overleden 1662)
- 1621 - Gerbrand van den Eeckhout, Nederlands schilder (overleden 1674)
- 1631 - John Dryden, Engels toneelschrijver en dichter (overleden 1700)
- 1689 - Samuel Richardson, Brits schrijver (overleden 1761)
- 1743 - Madame du Barry, maîtresse van Lodewijk XV van Frankrijk (overleden 1793)
- 1809 - Heinrich Abeken, Duits theoloog (overleden 1872)
- 1819 - Jules van Zuylen van Nijevelt, Nederlands politicus (overleden 1894)
- 1841 - Luis Yangco, Filipijns ondernemer (overleden 1907)
- 1848 - Gustave Caillebotte, Frans schilder (overleden 1894)
- 1871 - Orville Wright, Amerikaans vliegtuigpionier (overleden 1948)
- 1874 - Catharina Cool, Nederlands mycoloog (overleden 1928)
- 1878 - Manuel Quezon, president van het Gemenebest van de Filipijnen (overleden 1944)
- 1883 - Coco Chanel, Frans modeontwerpster (overleden 1971)
- 1883 - Elsie Ferguson, Amerikaans actrice (overleden 1961)
- 1890 - Augusta Victoria van Hohenzollern, Duits prinses (overleden 1966)
- 1891 - Ernst Möller, Duits voetballer (overleden 1916)
- 1894 - Stefan Fryc, Pools voetballer (overleden 1943)
- 1894 - André Lefèbvre, Frans autoconstructeur (overleden 1963)
- 1897 - Roman Visjnjak, Russisch-Amerikaans fotograaf (overleden 1990)
- 1898 - Eleanor Boardman,  Amerikaans actrice (overleden 1991)
- 1900 - Leo Ghering, Nederlands voetballer (overleden 1966)
- 1899 of 1900 - Colleen Moore, Amerikaans actrice (overleden 1988)
- 1903 - Gerard De Vos, Belgisch voetballer (overleden 1972)
- 1906 - Philo Farnsworth, Amerikaans uitvinder en televisiepionier (overleden 1971)
- 1910 - Alphonsa van de Onbevlekte Ontvangenis, Indiase zuster en heilige (overleden 1946)
- 1911 - Anna Terruwe, Nederlands psychiater (overleden 2004)
- 1916 - Ramon Bagatsing, Filipijns politicus (overleden 2006)
- 1916 - Dennis Poore, Brits autocoureur (overleden 1987)
- 1917 - Conrado Estrella, Filipijns politicus (overleden 2011)
- 1917 - Henk Visser, Nederlands beeldhouwer en graficus (overleden 1991)
- 1919 - Malcolm Forbes, Amerikaans uitgever (overleden 1990)
- 1920 - Louis Th. Lehmann, Nederlands dichter (overleden 2012)
- 1920 - Mans Middelweerd, Nederlands burgemeester (overleden 2010)
- 1921 - Gene Roddenberry, Amerikaans televisieproducent, schrijver en televisieregisseur (overleden 1991)
- 1922 - Hanny Bouman, Nederlands balletdanseres (overleden 2024)
- 1924 - Willard Boyle, Canadees natuurkundige en Nobelprijswinnaar (overleden 2011)
- 1926 - Johnny Boyd, Amerikaans autocoureur (overleden 2003)
- 1926 - Annie Palmen, Nederlands zangeres (overleden 2000)
- 1926 - Angus Scrimm, Amerikaans acteur (overleden 2016)
- 1927 - Emil Cimiotti, Duits beeldhouwer (overleden 2019)
- 1927 - L.Q. Jones - Amerikaans acteur en filmregisseur (overleden 2022)
- 1927 - Hsing Yun, Chinees boeddhistische monnik (overleden 2023)
- 1930 - Frank McCourt, Amerikaans schrijver (overleden 2009)
- 1931 - Marianne Koch, Duits actrice
- 1931 - Roger Lambrecht, Belgisch voetbalbestuurder en ondernemer (overleden 2022)
- 1932 - Banharn Silpa-archa, Thais politicus (overleden 2016)
- 1933 - Debra Paget, Amerikaans actrice
- 1933 - Gerard de Vries, Nederlands zanger en diskjockey (overleden 2015)
- 1934 - Michael Naura, Duits jazzpianist, redacteur en publicist (overleden 2017)
- 1935 - Victor Ambrus, Hongaars-Brits illustrator (overleden 2021)
- 1935 - Story Musgrave, Amerikaans ruimtevaarder
- 1936 - Gianfranco D'Angelo, Italiaans acteur en komiek (overleden 2021)
- 1937 - Richard Møller Nielsen, Deens voetballer en voetbalcoach (overleden 2014)
- 1937 - Gerard Mathijsen O.S.B., Nederlands benedictijner monnik
- 1938 - Robert Graham, Amerikaans beeldhouwer (overleden 2008)
- 1939 - Ginger Baker, Brits drummer en songwriter (overleden 2019)
- 1939 - Viktor Oegrjoemov, Sovjet ruiter
- 1940 - Roger Cook, Brits zanger en songwriter
- 1940 - Johnny Nash, Amerikaans zanger (overleden 2020)
- 1940 - Jill St. John, Amerikaans actrice
- 1941 - Bruno Albert, Belgisch architect (overleden 2023)
- 1942 - Fred Thompson, Amerikaans acteur en politicus (overleden 2015)
- 1943 - Don Fardon, Brits zanger
- 1943 - Billy J. Kramer, Brits zanger
- 1944 - Marie-Rose Gaillard, Belgisch wielrenster (overleden 2022)
- 1944 - Anne de Vries, Nederlands literatuurwetenschapper (overleden 2018)
- 1945 - Ian Gillan, Brits zanger
- 1945 - Benjamín Grau, Spaans motorcoureur
- 1945 - Berend Peter, Nederlands beeldhouwer, houtbewerker en docent (overleden 2022)
- 1946 - Luis Barrancos, Boliviaans voetbalscheidsrechter
- 1946 - Bill Clinton, Amerikaans president
- 1946 - Zoja Roednova, Russisch tafeltennisspeelster (overleden 2014)
- 1946 - Rob Tielman, Nederlands socioloog
- 1948 - Tipper Gore, Amerikaans schrijfster, fotografe en vrouw van Al Gore
- 1948 - Christy O'Connor jr., Iers golfprofessional (overleden 2016)
- 1948 - Walter Crommelin, Nederlands acteur
- 1949 - Hans Reygwart, Nederlands voetbalscheidsrechter
- 1951 - Menno Buch, Nederlands televisiepresentator (overleden 2014)
- 1951 - John Deacon, Brits bassist
- 1952 - Andreas Decker, Duits roeier
- 1951 - Elja Pelgrom, Nederlands actrice (overleden 1995)
- 1952 - Jonathan Frakes, Amerikaans acteur en regisseur
- 1952 - André Gevers, Nederlands wielrenner
- 1952 - Gabriela Grillo, Duits amazone (overleden 2024)
- 1953 - Nanni Moretti, Italiaans acteur en regisseur
- 1954 - Arnold Karskens, Nederlands oorlogsjournalist en publicist
- 1954 - Oscar Larrauri, Argentijns autocoureur
- 1955 - Dean Brown, Frans-Amerikaans jazzgitarist en componist (overleden 2024)
- 1956 - Adam Arkin, Amerikaans acteur
- 1957 - Martin Donovan, Amerikaans acteur
- 1957 - Cesare Prandelli, Italiaans voetballer en voetbaltrainer
- 1957 - Javier Lambán, Spaans politicus (overleden 2025)
- 1957 - Márta Sebestyén, Hongaars zangeres
- 1957 - Chris Soetewey, Belgisch atlete
- 1957 - Gerda Verburg, Nederlands politica
- 1958 - Gordon Brand jr., Schots golfspeler (overleden 2019)
- 1958 - Marijke Pinoy, Belgisch actrice
- 1959 - Jos Haex, Belgisch wielrenner
- 1960 - Jožef Školč, Sloveens politicus
- 1961 - Frédéric Antonetti, Frans voetballer en voetbaltrainer
- 1961 - Cor Bakker, Nederlands pianist en orkestleider
- 1961 - Jonathan Coe, Brits schrijver
- 1961 - Gerrit Hiemstra, Nederlands meteoroloog
- 1962 - Bernd Lucke, Duits econoom en politicus
- 1963 - John Stamos, Amerikaans acteur
- 1963 - Joey Tempest, Zweeds zanger en songwriter
- 1964 - Alan Carter, Brits motorcoureur
- 1965 - Josef Bucher, Oostenrijks politicus
- 1965 - Kyra Sedgwick, Amerikaans actrice
- 1965 - James Tomkins, Australisch roeier
- 1965 - Frank Vercruyssen, Vlaams acteur
- 1966 - Lee Ann Womack, Amerikaans countryzangeres en songwriter
- 1966 - Wilco Zeelenberg, Nederlands motorcoureur
- 1967 - Frédérique Huydts, Nederlands actrice (overleden 2006)
- 1967 - Layne Staley, Amerikaans rockzanger (overleden 2002)
- 1968 - Andrij Sadovy, Oekraïens politicus en ondernemer
- 1968 - Philipp Schlosser, Duits schaker
- 1969 - Peronne Boddaert, Nederlands predikante (overleden 2007)
- 1969 - Nate Dogg, Amerikaans rapper (overleden 2011)
- 1969 - Sergej Kroetov, Russisch voetballer
- 1969 - Matthew Perry, Amerikaans acteur (overleden 2023)
- 1970 - Heike Balck, Duits atlete
- 1970 - Fat Joe, Amerikaans rapper
- 1970 - Marnix ten Kortenaar, Nederlands schaatser
- 1970 - Marcel Groninger, Nederlands voetballer
- 1971 - Guido Cantz, Duitse presentator, humorist en auteur
- 1971 - Mary Joe Fernandez, Amerikaans-Dominicaans tennisster
- 1971 - João Vieira Pinto, Portugees voetballer
- 1972 - Roberto Abbondanzieri, Argentijns voetballer
- 1973 - Marco Materazzi, Italiaanse voetballer
- 1973 - prinses Mette-Marit van Noorwegen
- 1973 - Ján Valach, Slowaaks wielrenner
- 1974 - Marcel Christophe, Luxemburgs voetballer
- 1974 - Da Mouth of Madness (Sietse van Daalen), Nederlands hardcorehouse MC
- 1974 - Sabrina De Leeuw, Belgisch atlete
- 1975 - Tracie Thoms, Amerikaans actrice
- 1976 - Pablo Larraín, Chileens filmregisseur, scenarioschrijver en filmproducent
- 1976 - Benoît Zwierzchiewski, Frans atleet
- 1977 - Sara Martins, Frans-Portugees actrice
- 1977 - Iban Mayo, Spaans wielrenner
- 1978 - Walter Baseggio, Belgisch voetballer
- 1978 - Michelle Borth, Amerikaans actrice
- 1978 - Jurgen Cavens, Belgisch voetballer
- 1978 - Sébastien Tortelli, Frans motorcrosser
- 1979 - François Modesto, Frans voetballer
- 1979 - Giuseppe Muraglia, Italiaans wielrenner
- 1979 - Gonzague Vandooren, Belgisch voetballer
- 1980 - Darius Campbell, Schots singer-songwriter (overleden 2022)
- 1980 - Pauline Claessen, Nederlands atlete
- 1981 - Jan Hudec, Canadees alpineskiër
- 1982 - Kevin Rans, Belgisch atleet
- 1983 - Mike Conway, Brits autocoureur
- 1983 - Missy Higgins, Australisch singer-songwriter en actrice
- 1983 - Reeva Steenkamp, Zuid-Afrikaans model (overleden 2013)
- 1984 - Simon Bird, Engels acteur, regisseur en scenarioschrijver
- 1984 - Alessandro Matri, Italiaans voetballer
- 1984 - Caitlin Doughty, Amerikaanse Youtuber en uitvaartonderneemster
- 1984 - Ryan Taylor, Engels voetballer
- 1985 - Mustapha Ghorbal, Algerijns voetbalscheidsrechter
- 1985 - Lindsey Jacobellis, Amerikaans snowboardster
- 1985 - Miku, Venezolaans voetballer
- 1986 - Tail Schoonjans, Belgisch voetballer
- 1987 - Dominique Archie, Amerikaans basketballer
- 1987 - Nick Driebergen, Nederlands zwemmer
- 1987 - Nico Hülkenberg, Duits autocoureur
- 1987 - Jens van Son, Nederlands voetballer
- 1987 - Simone Sozza, Italiaans voetbalscheidsrechter
- 1988 - Anke Brockmann, Duits hockeyster
- 1988 - Niels Destadsbader, Vlaams zanger en acteur
- 1988 - Karolina Riemen-Żerebecka, Pools freestyleskiester
- 1989 - Raúl Castro, Boliviaans voetballer
- 1989 - Roy de Ruiter, Nederlands voetballer
- 1989 - Maciej Rybus, Pools voetballer
- 1990 - Vladimir Krasnov, Russisch atleet
- 1990 - Toni Leistner, Duits voetballer
- 1990 - Vincent Pajot, Frans voetballer
- 1990 - Florentin Pogba, Guinees-Frans voetballer
- 1990 - Mamadou Wagué, Frans voetballer
- 1991 - Salem Al-Dawsari, Saoedi-Arabisch voetballer
- 1991 - Gianni Bruno, Belgisch-Italiaans voetballer
- 1991 - Loïck Luypaert, Belgisch hockeyer
- 1993 - Dalton Kellett, Canadees autocoureur
- 1993 - Kenan Kodro, Bosnisch-Spaans voetballer
- 1994 - Dylan de Braal, Nederlands voetballer
- 1994 - Nick Cassidy, Nieuw-Zeelands autocoureur
- 1994 - Edmilson, Belgisch-Braziliaans voetballer
- 1994 - Fernando Gaviria, Colombiaans wielrenner
- 1994 - André Loyola Stein, Braziliaans beachvolleyballer
- 1994 - Melville McKee, Brits-Singaporees autocoureur
- 1994 - Nafissatou Thiam, Belgisch atlete
- 1995 - Queensy Menig, Nederlands voetballer
- 1995 - Aleksandra Stepanova, Russisch kunstschaatsster
- 1995 - Xu Jiayu, Chinees zwemmer
- 1996 - Kennedy Goss, Canadees zwemster
- 1996 - Laura Tesoro, Belgische zangeres
- 1996 - Valentin Rosier, Frans-Martinikaans voetballer
- 1997 - Bartłomiej Drągowski, Pools voetballer
- 1997 - Ryan Ledson, Engels voetballer
- 1997 - Thibault Vlietinck, Belgisch voetballer
- 1997 - Florian Wellbrock, Duits zwemmer
- 1998 - Alessandro Wempe, Nederlands zanger
- 1999 - Kim Hendriks, Nederlands voetbalster
- 1999 - Florentino Luís, Portugees-Angolees voetballer
- 1999 - Godfried Roemeratoe, Nederlands voetballer
- 1999 - Giorgia Whigham, Amerikaans actrice
- 2001 - Shurandy Sambo, Nederlands-Curaçaos voetballer
- 2001 - Lorenz Van de Wynkele, Belgisch wielrenner
- 2002 - Svenja Fölmli, Zwitsers voetbalster
- 2003 - Solomon Bonnah, Nederlands-Ghanees voetballer
- 2003 - Bahattin Sofuoğlu, Turks motorcoureur
- 2005 - Carla Lazzari, Frans zangeres en presentatrice

## Overleden

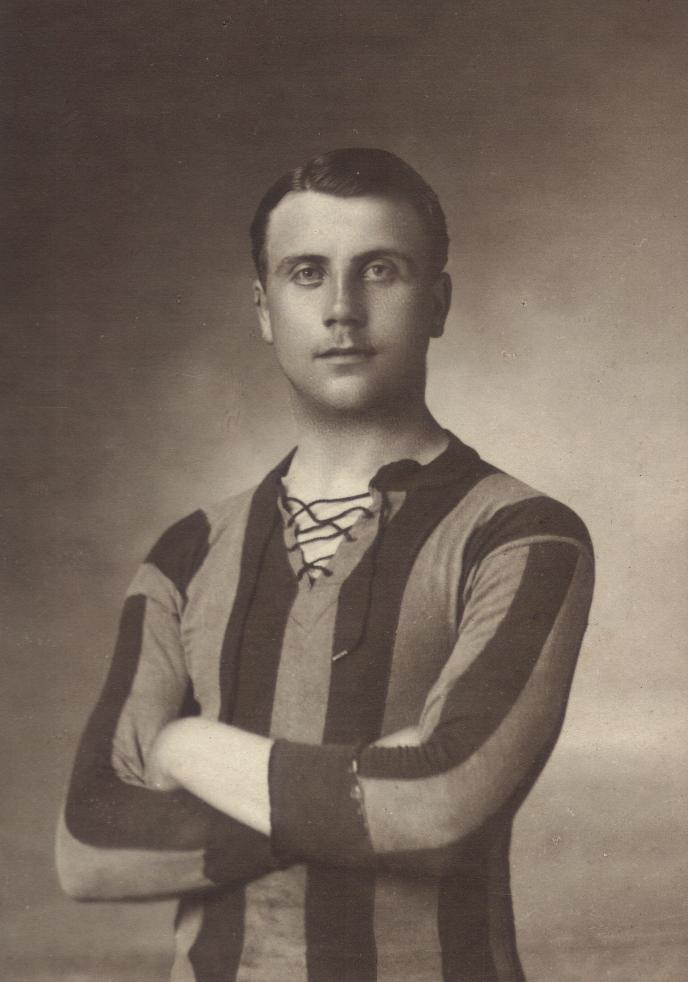
Alphonse Six
overleden in 1914

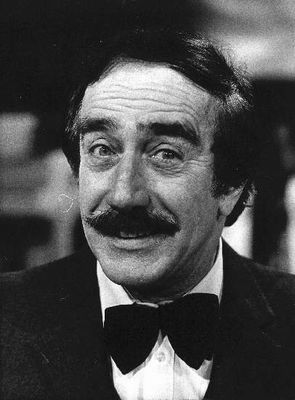
Bueno de Mesquita
overleden in 2005

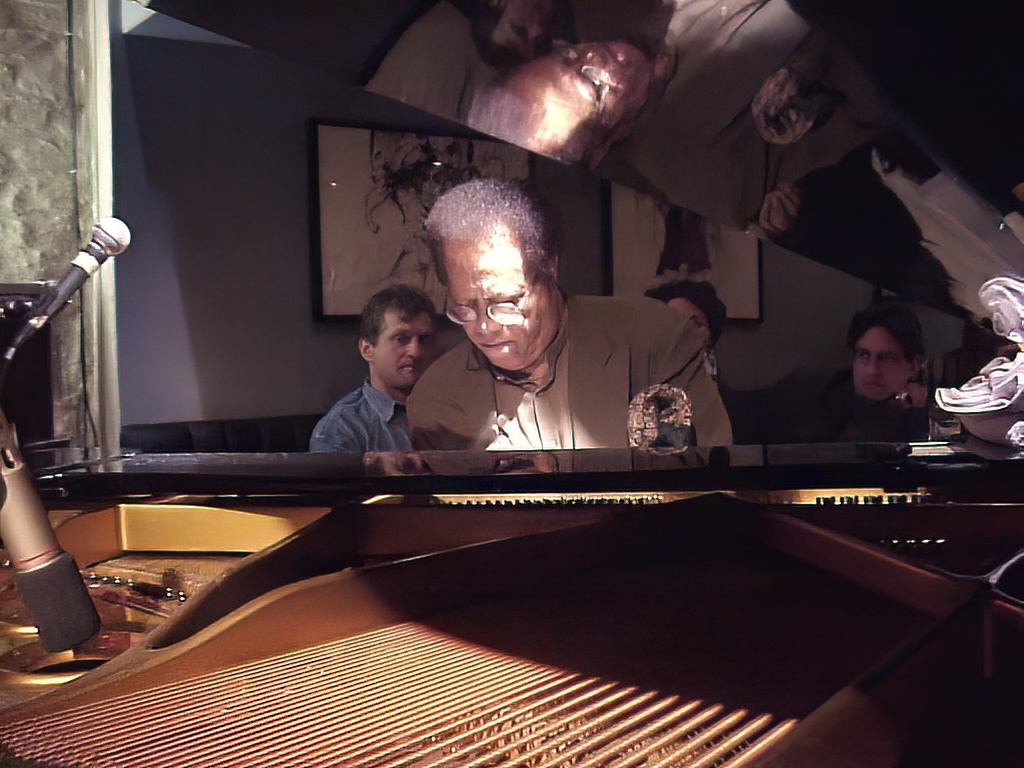
Cedar Walton
overleden in 2013

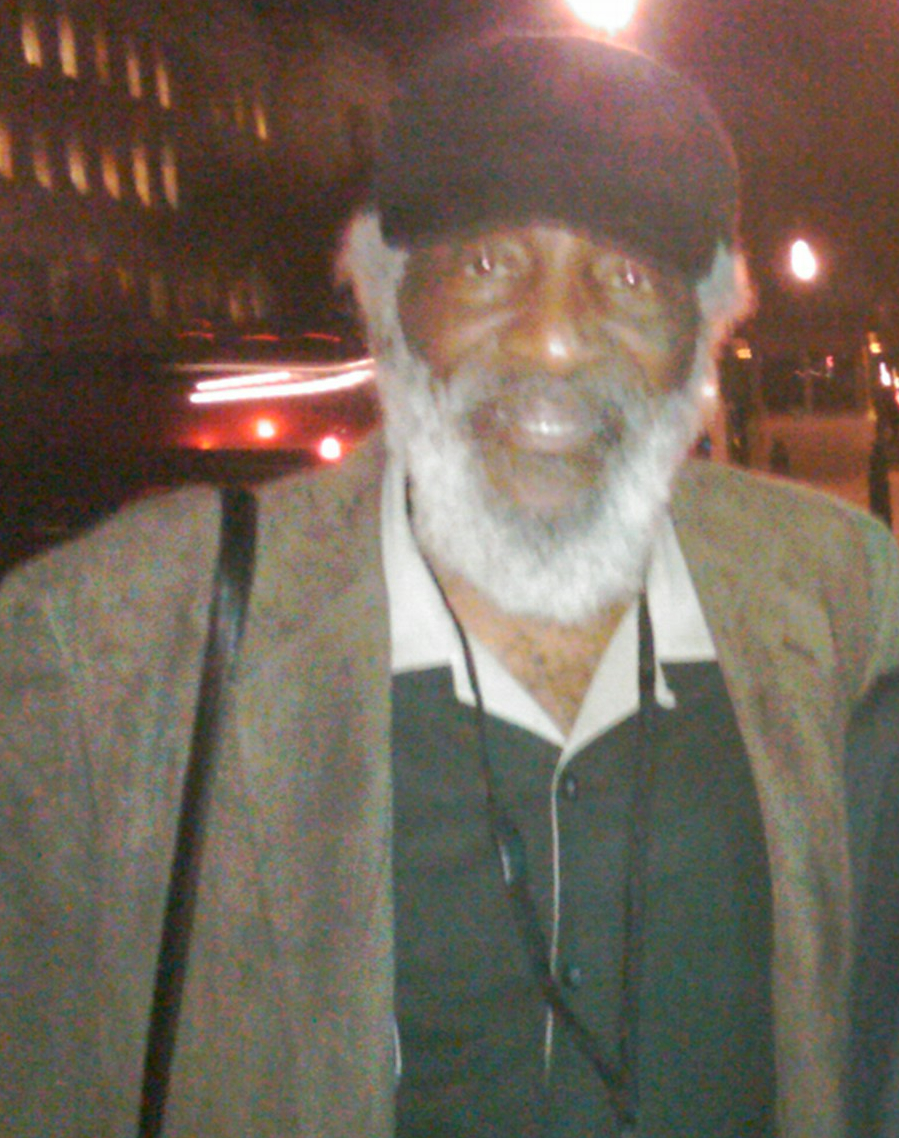
Dick Gregory
overleden in 2017

- 14 - Gaius Iulius Caesar Octavianus (Augustus) (76), princeps van Rome
- 440 - Sixtus III, paus van de Rooms-Katholieke Kerk
- 1240 - Hartman I van Württemberg (79 of 80), graaf van Württemberg
- 1457 - Andrea del Castagno (36), Italiaans kunstschilder
- 1493 - Frederik III (77), keizer van het Heilige Roomse Rijk
- 1580 - Andrea Palladio (71), Italiaans architect
- 1657 - Frans Snyders (77), Vlaams kunstschilder
- 1662 - Blaise Pascal (39), Frans filosoof, wis- en natuurkundige
- 1680 - Johannes Eudes (79), Frans priester en heilige
- 1814 - Gustaf Mauritz Armfelt (57), Zweeds diplomaat
- 1819 - James Watt (83), Schots uitvinder
- 1872 - Karel XV van Zweden (46), koning van Zweden en als Karel IV koning van Noorwegen
- 1889 - Jules Cotard (49), Frans neuroloog
- 1890 - Jose Maria Panganiban (27), Filipijns schrijver en patriot
- 1900 - Jean-Baptiste Accolay (67), Belgisch violist, componist en pedagoog
- 1905 - William-Adolphe Bouguereau (79), Frans academisch schilder
- 1911 - František Krejčík (45), Tsjechisch componist en kapelmeester
- 1914 - Alphonse Six (24), Belgisch voetballer
- 1923 - Vilfredo Pareto (75), Italiaans econoom
- 1929 - Serge Diaghilev (57), Russisch impresario
- 1932 - Johann Schober (57), Oostenrijks bondskanselier
- 1935 - Helmut Röpnack (50), Duits voetballer
- 1936 - Federico García Lorca (38), Spaans dichter
- 1942 - Harald Kaarman (40), Estisch voetballer
- 1944 - Willy Andriessen (27), Nederlands verzetsstrijder
- 1944 - Günther von Kluge (61), Duits generaal
- 1944 - Henry Wood (75), Brits componist en dirigent
- 1954 - Alcide De Gasperi (73), Italiaans staatsman en politicus
- 1955 - Géza Révész (76), Hongaars-Nederlands psycholoog
- 1962 - Jean Lucienbonnet (39), Frans autocoureur
- 1963 - Pieter Scharroo (79), Nederlands militair
- 1966 - Fritz Bleyl (85), Duits architect
- 1967 - Hugo Gernsback (83), Luxemburgs-Amerikaans sciencefiction-redacteur en -schrijver
- 1971 - Minne Endstra (69), Nederlands zakenman
- 1975 - Mark Donohue (38), Amerikaans autocoureur
- 1977 - Groucho Marx (86), Amerikaans komiek en acteur
- 1979 - Dorsey Burnette (46), Amerikaanse country- en rockabilly-muzikant, gitarist en songwriter
- 1980 - Otto Frank (91), vader van Anne Frank
- 1981 - Jac. van Hattum (81), Nederlands schrijver
- 1984 - Azar Andami (57), Iraans arts en bacterioloog
- 1986 - Jaap Burger (81), Nederlands advocaat en politicus
- 1994 - Linus Pauling (93), Amerikaans scheikundige en Nobelprijswinnaar
- 1996 - Mandus De Vos (60), Belgisch theater-, tv- en filmacteur
- 1997 - Lawrence Morgan (82), Australisch Australianfootballspeler
- 2001 - Willy Vannitsen (66), Belgisch wielrenner
- 2003 - Sérgio Vieira de Mello (55), Braziliaans diplomaat
- 2005 - Gertie Evenhuis (78), Nederlands schrijfster van jeugdboeken
- 2005 - Bueno de Mesquita (87), Nederlands variété-artiest
- 2005 - Marjorie ("Mo") Mowlam (55), Brits minister
- 2006 - Joseph Hill (57), Jamaicaans zanger
- 2006 - Oscar Míguez (78), Uruguayaans voetballer
- 2006 - Mervyn Wood (89), Australisch roeier
- 2008 - LeRoi Moore (46), Amerikaans saxofonist
- 2008 - Levy Mwanawasa (59), derde president van Zambia (2002-2008)
- 2011 - Kerima Polotan-Tuvera (85), Filipijns schrijfster
- 2011 - Raúl Ruiz (70), Chileens-Frans filmregisseur
- 2012 - Patrick Lachaert (64), Belgisch politicus
- 2012 - Tony Scott (68), Brits filmregisseur
- 2013 - Romeo Candazo (61), Filipijns politicus en mensenrechtenadvocaat
- 2013 - Donna Hightower (86), Amerikaans zangeres
- 2013 - Cedar Walton (79), Amerikaans jazzpianist
- 2013 - Lee Thompson Young (29), Amerikaans acteur
- 2014 - James Foley (40), Amerikaans persfotograaf (overlijden op 19 augustus bekend geworden)
- 2015 - Doudou N'Diaye Rose (85), Senegalees drummer en bandleider
- 2015 - Theo Sondrejoe (59), Surinaams districtscommissaris
- 2016 - Miep Brons (72), Nederlands zakenvrouw
- 2016 - Donald Henderson (87), Amerikaans wetenschapper
- 2016 - Lou Pearlman (62), Amerikaans muziekproducer en fraudeur
- 2016 - Nina Romasjkova (87), Sovjet-Russisch atlete
- 2017 - Brian Aldiss (92), Brits schrijver
- 2017 - Jaap Bax (91), Nederlands sportjournalist en bestuurder
- 2017 - Karl Otto Götz (103), Duits kunstschilder
- 2017 - Dick Gregory (84), Amerikaans komiek, acteur en activist
- 2017 - Bea Wain (100), Amerikaans zangeres
- 2018 - Margareta Niculescu (92), Roemeens marionettenspeelster, regisseur en criticus van het poppentheater
- 2018 - Ghislain Van Royen (101), Belgisch auteur
- 2019 - Zakir Hussain (85), Pakistaans hockeyer
- 2019 - Jan Ruff O'Herne (96), Nederlands-Australisch mensenrechtenactiviste
- 2020 - François van Hoobrouck d'Aspre (86), Belgisch politicus
- 2020 - Liesbeth Koenen (62), Nederlands taalkundige en wetenschapsjournaliste
- 2020 - Atzo Nicolaï (60), Nederlands politicus
- 2020 - Ágnes Simon (85), Hongaars-Duits tafeltennisspeelster
- 2021 - Jan Andriesse (71), Nederlands kunstschilder
- 2021 - Raoul Cauvin (82), Belgisch stripscenarist
- 2021 - Sonny Chiba (82), Japans acteur
- 2021 - Chuck Close (81), Amerikaans fotograaf en kunstschilder
- 2021 - Martin Wiggemansen (64), Nederlands voetballer
- 2022 - Warren Bernhardt (83), Amerikaans jazz-, pop- en klassiek pianist
- 2022 - Elisabeth Eichholz (82), Oost-Duits wielrenster
- 2022 - Kees de Kort (87), Nederlands illustrator en kunstschilder
- 2023 - Tineke Beishuizen (84), Nederlands columniste en schrijfster
- 2023 - Gloria Coates (89)[a], Amerikaans-Duits componiste
- 2023 - Ron Cephas Jones (66), Amerikaans acteur
- 2023 - John Warnock (82), Amerikaans techondernemer
- 2024 - Maria Branyas Morera (117), Amerikaans-Spaans supereeuwelinge en oudste erkende levende mens
- 2025 - Martin Laamers (58), Nederlands voetballer

## Viering/herdenking

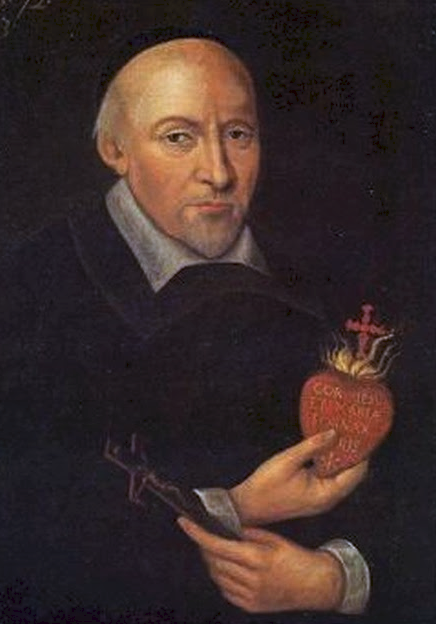
Johannes Eudes

- Afghanistan: Onafhankelijkheidsdag 1919
- Rooms-katholieke kalender:
  - Heilige Johan(nes) Eudes († c. 1680) - Vrije Gedachtenis
  - Heilige Julius van Rome († 2e / 3e eeuw)
  - Heilige Bertulf van Bobbio († 640)
  - Heilige Lodewijk Anjou († 1297)
  - Heilige Ezequiel Moreno y Díaz († 1906)
  - Heilige Magnus van Avignon († 660)
  - Heilige Sebaldus (van Neurenberg) († c. 770)
  - Heilige Sixtus III († 440)
  - Zalige Hugo Green († 1642)
  - Zalige Lodewijk Fraryn (Ludovicus Flores) († 1622)
- Internationale dag van de orang-oetan

## Weerextremen

### Nederland
| | Officiële records | Officiële records | Officiële records |      | Landelijke records | Landelijke records | Landelijke records                 |
| Gebeurtenis | Jaar              | Extreem           | Locatie           | Jaar | Extreem            | Locatie            |                                    |
| --- | ----------------- | ----------------- | ----------------- | ---- | ------------------ | ------------------ | ---------------------------------- |
| Laagste etmaalgemiddelde temperatuur (°C) | 1924              | 11,2              | De Bilt           |      | 1924               | 11,2               | De Bilt                            |
| Hoogste etmaalgemiddelde temperatuur (°C) | 2012              | 25,5              | De Bilt           |      | 2012               | 28,6               | Maastricht                         |
| Laagste minimumtemperatuur (°C) | 1962              | 4,9               | De Bilt           |      | 1968               | 3,5                | Soesterberg                        |
| Hoogste minimumtemperatuur (°C) | 1932, 2002        | 17,7              | De Bilt           |      | 2012               | 23,1               | Maastricht                         |
| Laagste maximumtemperatuur (°C) | 1920              | 14,0              | De Bilt           |      | 1986               | 13,7               | Twenthe                            |
| Hoogste maximumtemperatuur (°C) | 2012              | 33,0              | De Bilt           |      | 2012               | 36,7               | Ell                                |
| Hoogste uurgemiddelde windsnelheid (m/s) | 1956              | 13,4              | De Bilt           |      | 2004               | 21,0               | IJmuiden                           |
| Hoogste windstoot (m/s) | 1956              | 23,1              | De Bilt           |      | 2004               | 28,0               | Hoek van Holland                   |
| Langste zonneschijnduur (uur) | 1996              | 13,3              | De Bilt           |      | 1974 1997          | 13,6               | De Kooy Lelystad, Schiphol, Volkel |
| Langste neerslagduur (uur) | 1964              | 14,8              | De Bilt           |      | 1964               | 14,8               | De Bilt                            |
| Hoogste etmaalsom van de neerslag (mm) | 1964              | 42,7              | De Bilt           |      | 2013               | 46,5               | Nieuw Beerta                       |
| Laagste etmaalgemiddelde relatieve vochtigheid (%) | 1921              | 47                | De Bilt           |      | 1932               | 46                 | Maastricht                         |
| Laagste uurwaarde luchtdruk op zeeniveau (hPa) | 1964              | 992,4             | De Bilt           |      | 1964               | 990,5              | De Kooy, Leeuwarden                |
| Hoogste uurwaarde luchtdruk op zeeniveau (hPa) | 1974              | 1030,5            | De Bilt           |      | 1974               | 1031,4             | Leeuwarden                         |
| Officiële records worden altijd gemeten op het KNMI-weerstation in De Bilt. Landelijke records kunnen worden gemeten op elk officieel KNMI-weerstation in Nederland. |                   |                   |                   |      |                    |                    |                                    |

Uitzonderlijke gebeurtenissen
- 1919 - Officieel hoogste minimumtemperatuur in °C van het jaar gemeten in De Bilt: 15,7
- 1932 - Eerste officiële tropische dag van het jaar (maximumtemperatuur ≥ 30 °C in De Bilt)
- 1971 - Laatste officiële zomerse dag van het jaar (maximumtemperatuur ≥ 25 °C in De Bilt)
- 1983 - Laatste officiële tropische dag van het jaar (maximumtemperatuur ≥ 30 °C in De Bilt)
- 2002 - Officieel hoogste minimumtemperatuur in °C van het jaar gemeten in De Bilt: 17,7
- 2012 - Landelijk maandrecord hoogste minimumtemperatuur in °C van augustus gemeten in Maastricht: 23,1
- 2012 - Officieel hoogste minimumtemperatuur in °C van het jaar gemeten in De Bilt: 17,6
- 2012 - Laatste officiële tropische dag van het jaar (maximumtemperatuur ≥ 30 °C in De Bilt)
- 2023 - Officieel hoogste etmaalgemiddelde temperatuur in °C van augustus dit jaar gemeten in De Bilt: 21,8
- 2023 - Landelijk hoogste etmaalgemiddelde temperatuur in °C van augustus dit jaar gemeten in Maastricht: 22,9
- 2023 - Landelijk hoogste minimumtemperatuur in °C van augustus dit jaar gemeten in Vlissingen: 18,8

### België
Dagrecords
- 1888 - Laagste etmaalgemiddelde temperatuur 12,2 °C
- 1932 - Hoogste etmaalgemiddelde temperatuur 28,3 °C. Dit is de warmste dag ooit in de maand augustus.
- 1949 - Laagste minimumtemperatuur 6,8 °C
- 1932 - Hoogste maximumtemperatuur 36,5 °C[10]
- 1925 - Hoogste etmaalsom van de neerslag 32,4 mm

Uitzonderlijke gebeurtenissen
- 1903 - 41 mm neerslag in 1 uur in Eigenbilzen (Bilzen) door onweer dat gepaard gaat met hevige regen- en hagelbuien.
- 1911 - Tussen 4 juli en 19 augustus (een periode van 47 dagen) valt er in Ukkel slechts 3,6 mm regen.
- 1949 - Minimumtemperatuur 1,3 °C in Rochefort.
- 2005 - Veel neerslag door onweer. In Hérinnes (Pecq) valt 97,7 mm.

<< · 1 · 2 · 3 · 4 · 5 · 6 · 7 · 8 · 9 · 10 · 11 · 12 · 13 · 14 · 15 · 16 · 17 · 18 · 19 · 20 · 21 · 22 · 23 · 24 · 25 · 26 · 27 · 28 · 29 · 30 · 31 · >>